# まちなかSESSION エキマイク
『まちなかSESSION エキマイク』（まちなかセッション エキマイク）は、秋田放送（ABSラジオ）で放送している昼のワイド番組。放送時間は月曜 - 金曜 13:00 - 15:55。2019年4月1日放送開始。

## 番組概要
同年3月29日まで足掛け12年にわたってABSラジオで放送していた昼の生放送『ごくじょうラジオ』の後継番組であり、番組開始時は『ごくじょうラジオ』から一部コーナーと一部出演者を引き継いだ。
様々な話題やコーナー、音楽、リスナーから寄せられたメッセージ紹介などで構成される生放送番組である。
番組名の由来は、2020年3月16日に移転した秋田放送の本社屋が秋田駅西口周辺（秋田市中通七丁目）にあることに由来している。なお、番組開始時から2020年3月13日までは移転前の局舎（秋田市山王七丁目）から放送を行っていた。

### 放送時間
年末年始（概ね12月28日-1月3日）は休止し、在京キー局や番組制作会社の販売用番組、自社制作の朗読・音楽の特番などが編成されている。
| 放送時期  | 放送時期  | 月曜日        | 火曜日        | 水曜日        | 木曜日        | 金曜日        |
| --------- | --------- | ------------- | ------------- | ------------- | ------------- | ------------- |
| 2019.4.1  | 2020.3.27 | 13:00 - 16:50 | 13:00 - 16:50 | 13:00 - 16:50 | 13:00 - 16:35 | 13:00 - 16:35 |
| 2020.3.30 | 現在      | 13:00 - 15:55 | 13:00 - 15:55 | 13:00 - 15:55 | 13:00 - 15:55 | 13:00 - 15:55 |

## 出演者

### パーソナリティ
| 放送時期  | 放送時期  | 月曜日                | 火曜日                | 水曜日              | 木曜日                            | 金曜日              |
| --------- | --------- | --------------------- | --------------------- | ------------------- | --------------------------------- | ------------------- |
| 2019.4.1  | 2020.3.27 | 井関裕貴 関向良子     | 井関裕貴 竹本多佳良   | 井関裕貴 高田由香   | 井関裕貴 林さくら                 | マティログ 鴨下望美 |
| 2020.3.30 | 2021.3.26 | 井関裕貴 関向良子     | 井関裕貴 竹本多佳良   | 井関裕貴 高田由香   | 井関裕貴 太田英梨花               | マティログ 鴨下望美 |
| 2021.3.29 | 2022.6.10 | 関向良子 田村誉主在   | 竹本多佳良 マティログ | 高田由香 藤田裕太郎 | 井関裕貴 太田英梨花               | 鴨下望美 林さくら   |
| 2022.6.13 | 2022.9.23 | 鈴木かおり 田村誉主在 | 竹本多佳良 マティログ | 高田由香 藤田裕太郎 | 井関裕貴 太田英梨花               | 鴨下望美 林さくら   |
| 2022.9.26 | 2023.3.31 | 鈴木かおり 田村誉主在 | 井関裕貴 竹本多佳良   | 高田由香 藤田裕太郎 | 太田英梨花 キャミソウル・コバヤシ | 鴨下望美 林さくら   |
| 2023.4.3  | 2025.3.28 | 鈴木かおり            | 木下優助              | 高田由香            | キャミソウル・コバヤシ            | 鴨下望美 亜弥子     |
| 2025.3.31 | 現在      | 鈴木かおり            | 木下優助              | 高田由香            | キャミソウル・コバヤシ            | シャバ駄馬男        |

- 2020年3月25日 - 5月8日 高田由香は、新型コロナウイルスによる移動自粛により、出演見合わせ。また、不定期に出演を見合わせることがあった。

### 中継リポーター
- 月曜 - 金曜：ラジPALs（ラジパルス） あんちか・香里・なおみ・夕美子・あゆ

## タイムテーブル

### 放送開始 - 2020年3月27日まで

#### 月曜 - 水曜
| 放送時間 | コーナー名                                           |
| -------- | ---------------------------------------------------- |
| 13:00    | オープニング                                         |
| 13:09    | カルチャーマップ                                     |
| 13:24    | 交通情報                                             |
| 13:26    | ラジPAL                                              |
| 13:35    | エキマイク ピックアップミュージック                  |
| 13:45    | （第2・4水）アルス・トピコのよってけ!ステーション    |
| 13:54    | さきがけニュース                                     |
| 14:00    | （第1・3水）たまちゃんだより                         |
| 14:29    | （第1・3月）葬祭アラカルト                           |
| 14:29    | （第2・4月）神社で願いを                             |
| 14:54    | さきがけニュース                                     |
| 15:00    | 秋田日産ウェザーリポート(日本気象協会東北支社が担当) |
| 15:10    | ラジPAL                                              |
| 15:20    | （火）東北醤油黄色いのぼりの料理勉強会               |
| 15:20    | （水）野村美菜のちょっと一息コーヒータイム           |
| 15:38    | (水)お酒よもやま大喜利                               |
| 15:54    | さきがけニュース                                     |
| 16:00    | ミュージックスクランブル（ニッポン放送制作）         |
| 16:09    | 交通情報                                             |
| 16:11    | TALK SESSION at 4（第1部）                           |
| 16:19    | あなたにハッピー・メロディ（ニッポン放送制作）       |
| 16:31    | TALK SESSION at 4（第2部）                           |
| 16:31    | （第2水）葬祭アラカルトスペシャル                    |
| 16:47    | エンディング                                         |

#### 木曜・金曜
| 放送時間 | コーナー名                                         |
| -------- | -------------------------------------------------- |
| 13:00    | オープニング                                       |
| 13:09    | カルチャーマップ                                   |
| 13:09    | （第2・4金）「まこ社長」のマイホームよろず話       |
| 13:24    | 交通情報                                           |
| 13:26    | ラジPAL                                            |
| 13:26    | （金）トヨタ街角ステーション～ごくじょうな出会い～ |
| 13:35    | エキマイク ピックアップミュージック                |
| 13:45    | （木）羽後日産中古車情報                           |
| 13:45    | （金）秋田カントリー倶楽部HOTインフォメーション    |
| 13:54    | さきがけニュース                                   |
| 14:00    | （第3金）心みねこ 心のマッサージ・プラス           |
| 14:29    | （木）木曜まちなか情報                             |
| 14:29    | （第1・3金）ナイス旬菜ショッピング                 |
| 14:29    | （第2・4金）三種町ですが、何か?                    |
| 14:54    | さきがけニュース                                   |
| 15:00    | 秋田日産ウェザーリポート                           |
| 15:10    | ラジPAL                                            |
| 15:20    | （木）ローソン presents 今日のほっとマイク         |
| 15:20    | （金）元氣のみなもと通信                           |
| 15:54    | さきがけニュース                                   |
| 16:00    | ミュージックスクランブル（ニッポン放送制作）       |
| 16:09    | 交通情報                                           |
| 16:15頃  | （木）今日、何食べたい？                           |
| 16:15頃  | （金）居酒屋のぞみ                                 |
| 16:19    | あなたにハッピー・メロディ（ニッポン放送制作）     |
| 16:32    | エンディング                                       |

### 2020年3月30日 - 現在
| 放送時間 | コーナー名                                           |
| -------- | ---------------------------------------------------- |
| 13:00    | オープニング                                         |
| 13:24    | 交通情報                                             |
| 13:26    | ラジPAL                                              |
| 13:26    | （第2・4金）「まこ社長」のマイホームよろず話         |
| 13:35    | エキマイク ピックアップミュージック                  |
| 13:45    | （第2・4水）アルス・トピコのよってけ!ステーション    |
| 13:54    | さきがけニュース                                     |
| 14:00    | （第1・3水）たまちゃんだより                         |
| 14:29    | （第1・3月）葬祭アラカルト                           |
| 14:29    | （第2・4月）神社で願いを                             |
| 14:29    | （木）木曜まちなか情報                               |
| 14:29    | （第1・3金）ナイス旬菜ショッピング                   |
| 14:29    | （第2・4金）三種町ですが、何か?                      |
| 14:54    | さきがけニュース                                     |
| 15:00    | 秋田日産ウェザーリポート(日本気象協会東北支社が担当) |
| 15:10    | ラジPAL                                              |
| 15:20    | （火）東北醤油黄色いのぼりの料理勉強会               |
| 15:20    | （水）野村美菜のちょっと一息コーヒータイム           |
| 15:31    | 交通情報                                             |
| 15:38    | (水)お酒よもやま大喜利                               |
| 15:46    | エンディング                                         |

### 主なコーナー
- カルチャーマップ（月曜日 - 金曜日、13時台）

- エキマイク ピックアップミュージック（月曜日 - 金曜日、13時台） 
  - 前身番組『ごくじょうラジオ』内で放送されていた「ごくじょうラジオ パワープレイ〜ごくじょうな1曲〜」の後継コーナー。番組が今おすすめしたい楽曲を一週間通してオンエア。

- 女子マイク（月曜日 - 金曜日、14時台）
  - 日替わり女性パーソナリティがそれぞれ好きな物について紹介する。女子の部分には女性パーソナリティの名前または愛称が入り、月曜日は「リョコマイク」、火曜日は「タケマイク」[4]、水曜日は「ユカマイク」、木曜日は「サクマイク」（2020年4月からは、「エリマイク」）、金曜日が「カモマイク」として放送。

水曜日
- お酒よもやま大喜利（15:38頃）
  - 前身番組『ごくじょうラジオ』から続くリスナー参加型の大喜利コーナー。月替わりでお題を設け、投稿された面白い回答を紹介する。
  - コーナー独自のポイント「きくポイント」を面白さのレベルによって「きく1」から「きく5」までパーソナリティの独断でつけていき、毎月最終週に最も多くポイントを獲得したリスナー1名にコーナースポンサーのお酒が贈呈される。

## 配信コンテンツ
一部コーナーは番組ブログ、またはABS Podcastingにて配信されている。
- 神社で願いを
- りんりんステーション
- 心みねこの「ごくじょう・心のマッサージ」
- 放送終了後のスタジオ生配信（不定期、twitterおよび、YouTube）